# دبرا سپنتر
دبرا سپنتر (انگلیسی: Debra Sapenter؛ زادهٔ february ۲۷, ۱۹۵۲ (۷۳ سال)) ورزشکار دو و میدانی اهل ایالات متحده آمریکا است.
وی در مسابقات کشوری و بین‌المللی در مجموع برندهٔ ۱ مدال نقره شده‌است.